# Кишеньковский район
Кишеньковский район (укр. Кишеньківський район) — район, существовавший в Кременчугском округе, Харьковской и Полтавской областях Украинской ССР в 1923—1962 годах. Центр — село Кишеньки.

## История
Кишеньковский район был образован в 1923 года в составе Кременчугского округа Полтавской губернии УССР (с 1925 года, после упразднения губерний, Кременчугский округ находился в прямом подчинении УССР). В состав района вошли территории бывших Кишеньской, Озёрской, Орлицкой и частично Сокольской волостей Кобелякского уезда.
15 сентября 1930 года в связи с упразднением округов Кишеньковский район перешёл в прямое подчинение УССР.
27 февраля 1932 года Кишеньковский район был отнесён к Харьковской области. 22 сентября 1937 года он был передан в новую Полтавскую область.
К 1 сентября 1946 года район включал 20 сельсоветов: Григоро-Бригадировский, Дашковский, Коваленковский, Комендантовский, Левобережно-Кишеньковский, Левобережно-Сокольский, Лучковский, Мартыновский, Мотринский, Новоорлицкий, Озерянский, Ольховатский, Переволочненский, Правобережно-Кишеньковский, Правобережно-Сокольский, Просяниковский, Ревущинский, Солошинский, Староорлицкий и Шматковский.
30 декабря 1962 года Кишеньковский район был упразднён, а его территория передана в Кобелякский район.

## Население
По данным переписи 1939 года, в Кишеньковском районе проживало 39 616 чел., в том числе украинцы — 93,6 %, русские — 4,8 %. По данным переписи 1959 года, в Кишеньковском районе проживало 31 636 чел..